# Clématite des montagnes
Clematis montana
Espèce
Classification phylogénétique
La Clématite des montagnes (Clematis montana) est une espèce de plantes à fleur de la famille des Ranunculaceae originaire de l'Himalaya. 

## Répartition
C'est une liane vigoureuse originaire de l'Himalaya mais largement cultivée en Europe, où elle fut introduite du Népal en 1831[réf. nécessaire].

## Description
Ses feuilles sont caduques et sa floraison printanière rose, blanche ou panachée.

## Variétés
- Clematis montana var. rubens
- Clematis montana var. montana
- Clematis montana var. grandiflora

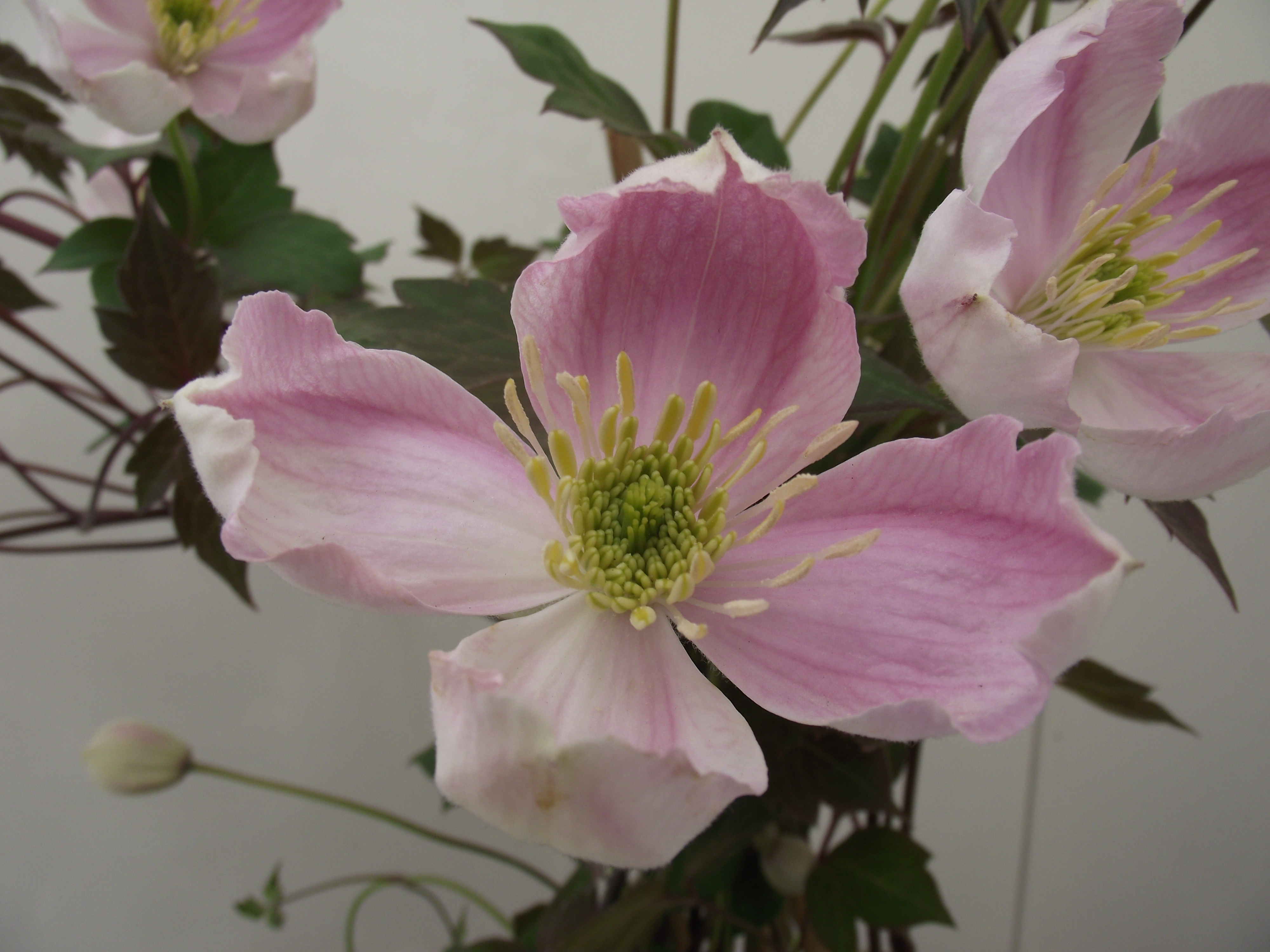
Clematis montana cv 'gistar'
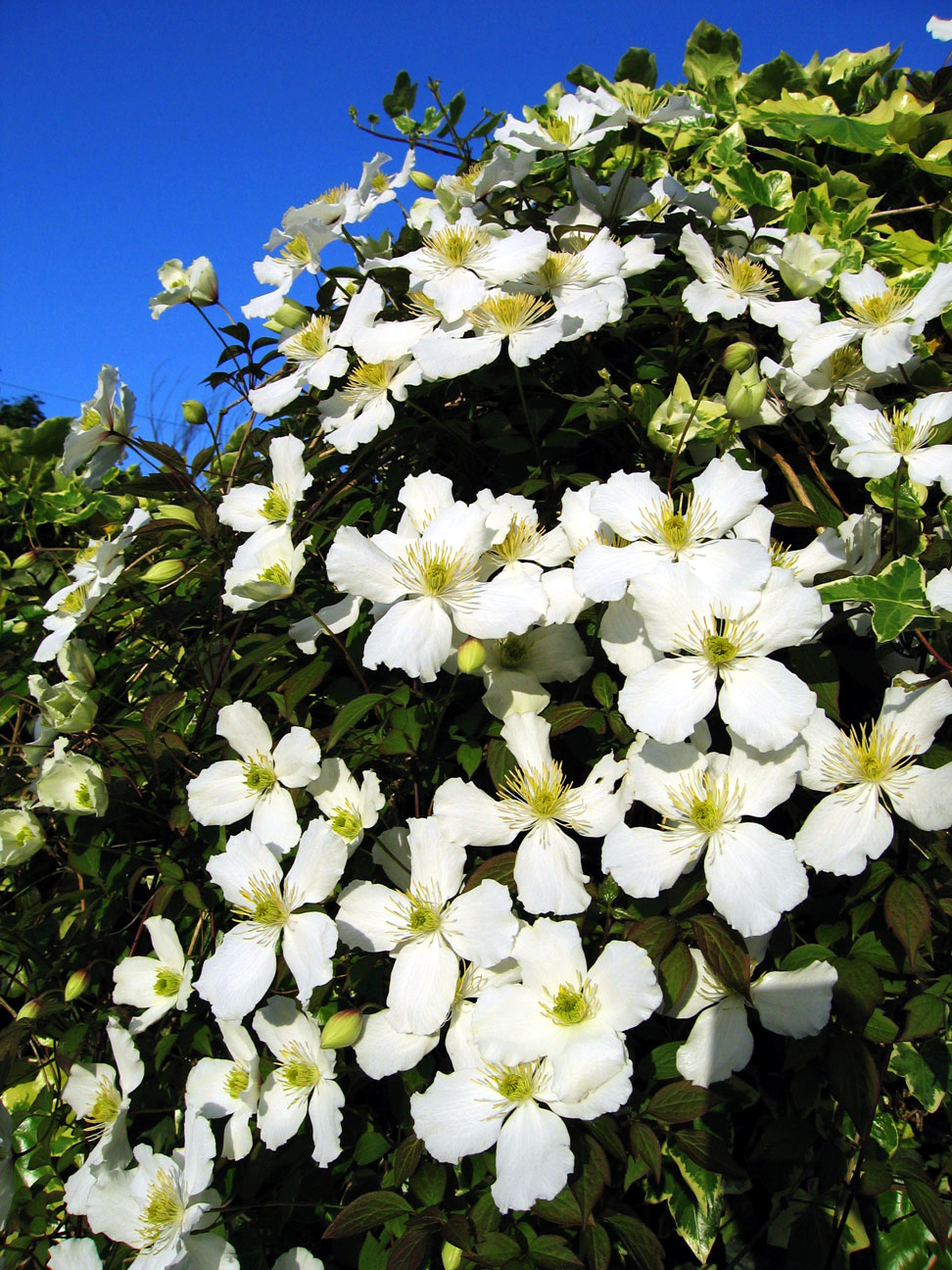
Clématite montana